# Neblina (banda)
Neblina é uma banda de rock e metal alternativo de Angola. Trata-se do primeiro grupo de rock a lançar um álbum em Angola. A sonoridade da banda possui influências de grunge e rock gótico.

## História
No final da década de 1990, o guitarrista Mauro Neb retorna à Angola após um período de estudos no exterior. Ex-integrante de uma extinta banda angolana de heavy metal, ele decide montar uma nova banda. O grupo foi formado em 2000, na cidade de Luanda, capital angolana. Mauro Neb optou por batizar a banda com o nome Neblina devido ao fato desta palavra representar o estilo e ideologia de sua música, representando a filosofia da vida, o pensamento oculto humano e o misticismo. Porém, como o interesse por heavy metal era pequeno em Angola, Neb viu-se em dificuldades para conseguir a adesão de outros integrantes à sua banda e, durante um tempo o Neblina atuava como uma banda com um único integrante fixo. Quase um ano depois, Neb finalmente conseguiu um baixista, Jair Amed. Pouco depois, com a saída deste, por motivos pessoais, Dário Henriques, irmão de Mauro, assume o posto de baixista. Contudo, pouco depois, Dário muda-se para o exterior e o baixista do Neblina passa a ser Nandinho, mais conhecido como Bocolo, ex-integrante de uma banda chamada Faddy Daddy. Apesar de conseguir estes integrantes, a falta de incentivo a bandas de rock em Angola fez com que o grupo permanecesse em verdadeira inatividade por tempo demasiado longo.
Somente em 2004 o Neblina volta à atividade, tendo Mauro Neb como guitarrista e vocalista, Michel Fio como segundo guitarrista, Bocolo como baixista, mas ainda sem um baterista fixo. Na mesma época o grupo tenta gravar seu primeiro trabalho, mas dificuldades técnicas impedem sua realização. Finalmente, em 2006, o grupo lançou aquele que, até o momento, é seu único álbum, de nome Innocence Falls in Decay. Por este feito, o Neblina é, até o momento, a única banda de heavy metal a gravar um álbum em Angola. No mesmo ano do lançamento do trabalho, o grupo passa a ter um baterista fixo e é convidado a apresentar-se em um evento em homenagem ao presidente angolano, José Eduardo dos Santos.
A boa receptividade do álbum levou a banda a gravar seu primeiro videoclipe, para a música Filhos da Pátria. Inclusive, esta é a única composição no álbum de estreia do Neblina cantada em português, pois todas as demais são em inglês. Ainda naquele ano, a banda viajou à Alemanha, acompanhando a seleção angolana de futebol, chegando a apresentar-se em duas cidades, o que foi um ponto alto em sua carreira. No ano seguinte, 2007, em fevereiro, o Neblina foi a banda de abertura do festival 3º Super Bock Super Rock Angola, evento que teve a participação de nomes como Gabriel o Pensador, Anselmo Ralph, Adriana Calcanhoto, Irmãos Verdades, entre outros. No mesmo ano, o Neblina apresentou-se em um festival de heavy metal em Windhoek, capital da Namíbia, ao lado de outros grupos africanos de música pesada. A partir de então o grupo passa a ter maior exposição na mídia de seu país, chegando a participar de vários programas de rádio e tevê.
Em 2010 o grupo começou as gravações para seu segundo álbum. Um fato curioso foi que ao entrar nos escombros de um prédio para filmar um videoclipe para a música War Head, a figurar no novo álbum, os integrantes do Neblina foram detidos, acusados de invasão de propriedade, uma vez que não pediram autorização ao governo da província local para realizar as filmagens. Após pagarem uma multa, os músicas foram liberados.

## Integrantes

### Atuais
- Mauro Neb – vocal e guitarra
- Michel Fio - guitarra
- Bocolo - vocal de apoio e baixo
- Thiago - bateria
- Eddy Bridge - teclados

### Ex-integrantes
- Beto Neb - vocal, guitarra
- Toke é Esse - bateria

## Discografia
- Innocence Falls in Decay (2006)